# The Sims
The Sims är ett strategiskt relationsspel skapat av Will Wright, utvecklat av Maxis och utgivet av Electronic Arts. Spelet är en simulation av de dagliga aktiviteter som en eller flera virtuella personer (simmar) gör under dagarna. Spelet var den första delen i serien The Sims.
Spelet släpptes den 4 februari 2000 i USA, och hade år 2002 sålt över 6,3 miljoner exemplar, vilket gjorde det till ett av dåtidens mest sålda PC-spel. Det första spelets lansering har följts av sju expansionspaket och tre uppföljare, The Sims 2 (med dess expansioner), The Sims 3 och The Sims 4. Enligt en analys som gjordes i januari 2007 har spelet inräknat alla expansioner sålt över 70 miljoner exemplar världen över. The Sims har även vunnit åtskilliga priser, såsom GameSpots 2000 års PC Game of the Year Award.
Sedan 2003 finns även en konsolvariant för Xbox, PlayStation 2, Gamecube och sedan 2005 kan spelet spelas på mobiltelefoner.

## Överblick
Liksom Maxis andra spel har inte The Sims något slutmål. Istället fokuserar spelet helt på "livet" som det virtuella folket, simmarna, upplever. Spelaren får kontroll över simmarnas virtuella värld, och bestämmer över deras dagliga aktiviteter såsom att sova, äta, diska, gå på toaletten, ta ut soporna, och så vidare. Man har även makten över deras sociala liv och kan därför styra över vänskap och fiendskap såväl som kärlek och sex. Spelets skapare Will Wright brukar referera till spelet som ett "elektroniskt dockskåp".

## Historia

### Idé och utveckling
För mer bakgrundshistoria, se Will Wright

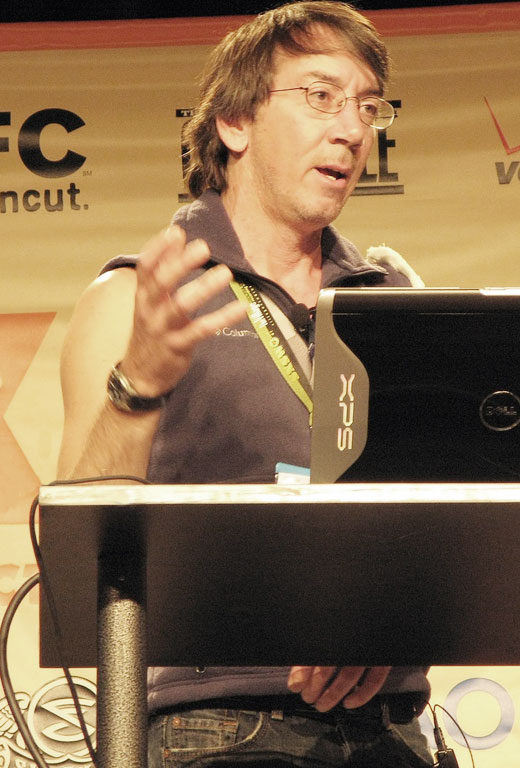
Will Wright.

Spelet skapades av Will Wright, som tidigare utvecklat det framgångsrika spelet SimCity som hade sitt ursprung i att Wright fann det roligare att skapa spelen än att spela dem. SimCity fick en mängd uppföljare; se Lista över Sims spel.
Grundidén till The Sims har troligtvis en viss koppling till eldstormen i Oakland 1991, då Will Wrights hus brann ner. Detta fick till följd att han och hans familj blev tvungna att flytta och bygga upp sitt liv på nytt; dessa händelser gav upphov till Wrights inspiration för att skapa ett spel om livet.
Will Wright föreslog idén om ett elektroniskt "dockskåp" för Maxis 1993 medan idén fortfarande var i utvecklingsstadium. Förslaget blev dock mött av skepsis från personalens sida eftersom den tidens hårdvara inte var kapabel till en sådan avancerad simulation. När Maxis blev uppköpta av Electronic Arts 1995 blev det lättare att övertyga personalen, och Wright fick möjligheten att börja utveckla spelet så att EA kunde ge ut det. Utformningen av spelet (med arbetsnamnet Project X) startade strax efter det.
1995, efter att produktionen börjat, blev Will Wright intervjuad av PC Magazine om sin idé, där han berättade om möjligheterna att kunna styra en spelfigur i en virtuell miljö. 1997 fick spelet namnet "The Sims", som en referens till de tidigare Sims-spelen.

### Framgång och tillväxt
The Sims blev spelvärldens dåtills mest kommersiellt framgångsrika spel, och översattes till 17 olika språk. Maxis såg möjligheterna för expandering och satte, mot Will Wrights vilja, ihop ett team som skulle ägna sig åt att skapa expansioner till The Sims. Wright ansåg att det vore smartare att använda företagets resurser åt att producera något nytt istället för att fortsätta på något gammalt. När försäljningssiffrorna steg insåg han dock att detta skulle skapa bättre ekonomiska förutsättningar för Maxis, vilket i sin tur skulle kunna bidra till nyskapande. Därför gavs det de följande åren ut totalt sju expansionspaket.
Att införskaffa expansioner blev snart inte den enda möjligheten för en simsspelare att kunna utöka sitt spel. Kort efter att spelet kom uppstod en stor flora av webbplatser från privatpersoner på Internet, där spelare visade sina simmars liv i form av skärmbilder och egenhändigt gjorda filmer (jämför machinima), och sajter där kläder, möbler och figurer att använda i spelet fanns tillgängliga för nedladdning.

## Spelinnehåll och design
Istället för bestämda mål uppmuntras spelaren till att göra val och förbinda sig i en interaktiv miljö, där varje beslut som tas har inverkan på spelets gång. Det enda riktiga syfte man måste leva upp till är att organisera simmarnas tid för att hjälpa dem nå sina personliga mål.
I början erbjuds spelaren en rad färdiggjorda hus och figurer att kontrollera, såväl som möjligheten att skapa egna simmar. Skapandet av en sim hör ihop med själva skapandet av en "simfamilj" (identifierad av efternamnet) som kan ha upp till åtta medlemmar. Spelaren kan ge sina simmar ett förnamn och en valfri biografi, välja kön (man eller kvinna), hudfärg (ljus, mellan eller mörk), ålder (barn eller vuxen), en personlighet som är bestämd efter fem egenskaper samt ett huvud och en kropp. Spelaren kan inte ändra sina simmars frisyrer efter att de flyttat in i huset, vilket lades till som funktion i The Sims 2.
Varje familj, oavsett hur stor den är, startar med en begränsad summa pengar (§20 000) som behövs för att köpa en bostad eller ledig tomt, bygga ett hus eller bygga om ett redan befintligt hus och införskaffa möbler. All inredning är bestämd efter ett speciellt beläggningssystem, i vilket föremål måste placeras på toppen av en ruta och roteras i en exakt 90 graders vinkel där inga diagonaler är tillåtna. Väggar och staket placeras på sidorna av en ruta, medan simmar och objekt tar upp en eller flera rutor.
Sparade spelomgångar syns som tomter med familjer i ett bostadsområde. I originalspelet finns ett bostadsområde med tio tomter, vilket gjorde att det inte kunde sparas mer än tio spel på en gång. Expansionspaket har sedan lagt till fler bostadsområden och utökat antalet tomter.

### Simspråket
Simmarna talar ett påhittat språk som kallas simlish, eller simska. Det mesta som sägs är bara rent nonsens, och är improviserat röstskådespeleri från komikerna Gerri Lawlor, Marc Gimbel, Stephen Kearin med flera.
Eftersom det inte finns någon direkt översättning till simlish har många fans försökt spela in och skapa ordlistor för ord som ofta återkommer.

## Utgåvor

### Expansionspaket
Sammanlagt sju expansionspaket har utgivits till spelet. (några till)De två första expansionspaketen var i jämförelse med de senare relativt enkla och lade främst till fler saker, några funktioner och nya bostadsområden, medan de senare vanligen kretsade kring någon sorts nytt område till vilket simmarna kunde åka till. Alla expansionspaket innehåller i regel fler möbler, kläder, karriärval och dylikt.
- Livin' It Up (originaltitel: Livin' Large), utgiven 2000, lägger till fler möbler, kläder, karriärval samt fler bostadsområden.
- House Party, utgiven 2001, lägger till festrelaterade möbler, kläder och händelser.
- Hot Date, utgiven 2001, lägger till ett "downtownområde" där simmarna kan äta och köpa saker.
- On Holiday (originaltitel: Vacation), utgiven 2002, lägger till ett semesterområde.
- Unleashed, utgiven 2002, lägger till möjligheten att skaffa hundar eller katter som familjemedlemmar, möjligheten att odla grödor och utökar bostadsområdet från tio till fyrtio tomter.
- Superstar, utgiven 2003, lägger till ett område för nöjesindustri där simmarna kan bli kändisar.
- Makin' Magic, utgiven 2003, lägger till ett magiområde och olika övernaturliga funktioner.

### Konsol
- The Sims (konsol) (2003)
- The Sims: Bustin' Out (2003)
- The Urbz: Sims in the City (2004)

### Samlingsutgåvor
- The Sims: Deluxe Edition - Innehåller The Sims och Livin' it Up.
- The Sims: Double Deluxe - Innehåller The Sims, Livin' it Up och House Party.
- The Sims: Triple Deluxe - Innehåller The Sims, Livin' it Up, House Party och On Holiday. Samlingsutgåvan heter Mega Deluxe i original.
- The Sims: Party Pack - Innehåller The Sims och House Party.
- The Sims: Complete Collection - Innehåller The Sims, Livin' it Up, House Party, Hot Date, On Holiday, Unleashed, Superstar och Makin' Magic.

## Fortsättningar på The Sims
I december 2002 lanserade Maxis The Sims Online, ett försök att överföra världens mest inkomstbringande spelkoncept till den kraftigt växande MMOG-marknaden (jämför MMORPG). Spelet förutspåddes enorm framgång men blev en flopp.
Den 17 september 2004 kom The Sims 2. Uppföljaren utspelar sig i en 3D-miljö, i motsats till kombinationen av 2D/3D (2.5-D eller isometriskt perspektiv) i originalspelet. Andra tillägg i spelets basstruktur inkluderar att simmar växer från att vara spädbarn till att åldras långsamt och till slut gå mot en eventuell död.
The Sims Historier är en serie datorspel från The Sims-serien utvecklat för laptopdatorer, men som även är spelbara på vanliga datorer. 
MySims är ett japanskt spel skapat av EA exklusivt för Wii och Nintendo DS. Figurerna kommer att vara chibi-inspirerade små gubbar (likt de i Animal Crossing), helt olika de simmar som funnits hittills.
The Sims 3 är det tredje spelet i serien och lanserades i Norden den 4 juni 2009.
The Sims 4 lanserades den 4 september 2014 och är det senaste spelet i spelserien. Flera spelpaket har också kommit till Sims 4.